# One Voice
One Voice – trzeci album koncertowy amerykańskiej piosenkarki Barbry Streisand, wydany w 1987 roku.
Album jest zapisem koncertu, jaki piosenkarka dała dla ok. 500 zaproszonych gości we wrześniu 1986 w swojej posiadłości w Malibu. Wydarzenie miało na celu zebranie funduszy na rzecz kampanii prezydenckich kandydatów amerykańskiej Partii Demokratycznej. Na scenie gościnnie pojawił się Barry Gibb, który wykonał z artystką utwory „Guilty” i „What Kind of Fool”.
Płyta dotarła do miejsca 9. na liście sprzedaży w USA i otrzymała tam certyfikat platynowej.

## Lista utworów
Strona A
| 1. | „Somewhere”                                  | 3:19  |
|    |                                              |       |
| 2. | „Evergreen (Love Theme from A Star Is Born)” | 3:01  |
|    |                                              |       |
| 3. | „Something’s Coming”                         | 4:12  |
|    |                                              |       |
| 4. | „People”                                     | 4:49  |
|    |                                              |       |
| 5. | „Send in the Clowns”                         | 4:38  |
|    |                                              |       |
| 6. | „Over the Rainbow”                           | 3:41  |
|    |                                              |       |
| 7. | „Guilty” (oraz Barry Gibb)                   | 5:25  |
|    |                                              |       |
|    |                                              | 29:05 |
|    |                                              |       |
Strona B
| 1. | „What Kind of Fool” (oraz Barry Gibb) | 4:31  |
|    |                                       |       |
| 2. | „Papa, Can You Hear Me?”              | 4:32  |
|    |                                       |       |
| 3. | „The Way We Were”                     | 3:48  |
|    |                                       |       |
| 4. | „It’s a New World”                    | 3:03  |
|    |                                       |       |
| 5. | „Happy Days Are Here Again”           | 4:42  |
|    |                                       |       |
| 6. | „America the Beautiful”               | 5:02  |
|    |                                       |       |
|    |                                       | 25:38 |
|    |                                       |       |

## Notowania
| Kraj                              | Pozycja |
| --------------------------------- | ------- |
| Holandia (MegaCharts)             | 2       |
| Kanada                            | 28      |
| Niemcy                            | 32      |
| Nowa Zelandia (RMNZ)              | 7       |
| Stany Zjednoczone (Billboard 200) | 9       |
| Szwecja (Sverigetopplistan)       | 33      |
| Wielka Brytania (UK Albums Chart) | 27      |

## Certyfikaty
| Kraj                     | Certyfikat      |
| ------------------------ | --------------- |
| Holandia (NVPI)          | platynowa płyta |
| Kanada (Music Canada)    | złota płyta     |
| Stany Zjednoczone (RIAA) | platynowa płyta |
| Wielka Brytania (BPI)    | srebrna płyta   |